# Carga eléctrica

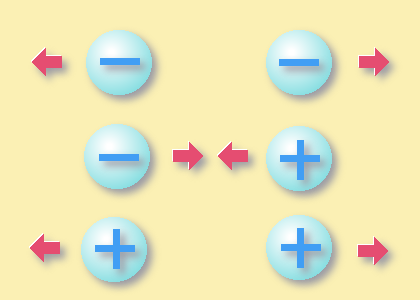
Tipo de interacción (atractiva o repulsiva) entre cargas de igual y distinta naturaleza.

La carga eléctrica es una propiedad física intrínseca de algunas partículas subatómicas que se manifiesta mediante fuerzas de atracción y repulsión entre ellas a través de campos electromagnéticos. La materia cargada eléctricamente es influida por los campos electromagnéticos, siendo, a su vez, generadora de ellos. La denominada interacción electromagnética entre carga y campo eléctrico es una de las cuatro interacciones fundamentales de la física. Desde el punto de vista del modelo normal la carga eléctrica es una medida de la capacidad que posee una partícula para intercambiar fotones.
La carga eléctrica es de naturaleza discreta, fenómeno demostrado experimentalmente por Robert Millikan. Por razones históricas, a los electrones se les asignó carga negativa: –1, también expresada –e. Los protones tienen carga positiva: +1 o +e. A los quarks se les asigna carga fraccionaria: ± 1/3 o ± 2/3, aunque no se los ha podido observar libres en la naturaleza.

## Unidades de medida
En el Sistema Internacional de Unidades la unidad de carga eléctrica se denomina culombio o coulomb (símbolo C). Se define como la cantidad de carga que pasa por la sección transversal de un conductor eléctrico en un segundo, cuando la corriente eléctrica es de un amperio. Desde la 26.ª Conferencia General de Pesas y Medidas en el Sistema Internacional de Unidades la carga elemental se define como 1.602 176 634 × 10-19 C, sin incertidumbre. Dado que la carga del electrón es de la misma magnitud que la del protón, pero negativa, se necesitan 6.241 509 074 460 763 × 1018 electrones para reunir un culombio de carga negativa.
En el Sistema Cegesimal de Unidades (CGS) la carga eléctrica del electrón, es: 

- e = 4.8 × 10-10 esu (electrostatic uni, esto es, unidad electrostática de carga) = 4.8 × 10-10 statC

## Historia

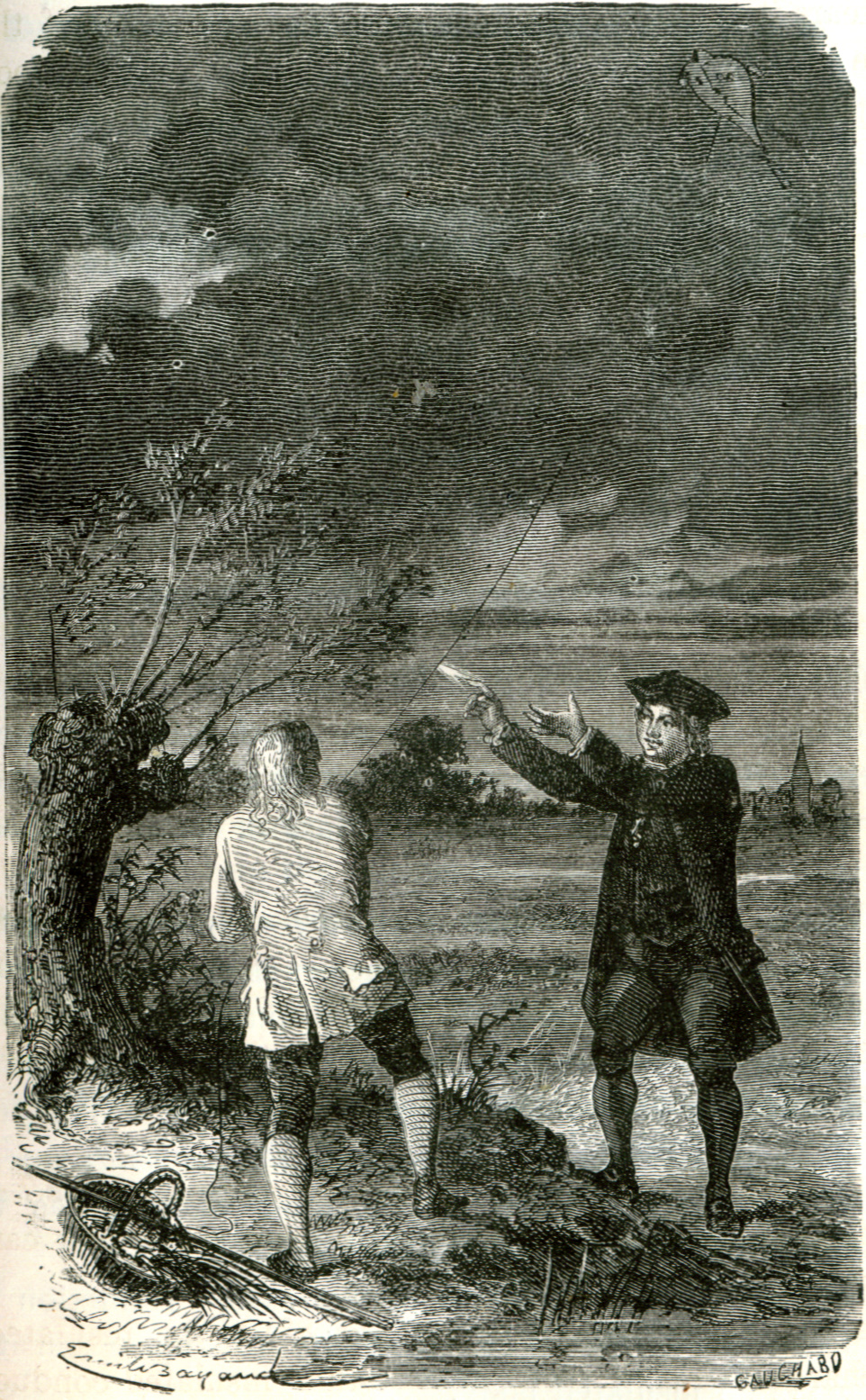
Experimento de la cometa de Benjamín Franklin.

Desde la Antigua Grecia se conoce que al frotar ámbar con una piel, esta adquiere la propiedad de atraer cuerpos ligeros tales como trozos de paja y plumas pequeñas. Su descubrimiento se le atribuye al filósofo griego Tales de Mileto (ca. 639-547 a. C.), quien vivió hace unos 2500 años.
En 1600 el médico inglés William Gilbert observó que algunos materiales se comportan como el ámbar al frotarlos y que la atracción que ejercen se manifiesta sobre cualquier cuerpo, aun cuando no fuera ligero. Como el nombre griego correspondiente al ámbar es ἤλεκτρον (ēlektron), Gilbert comenzó a utilizar el término eléctrico para referirse a todo material que se comportaba como aquel, lo que originó los términos electricidad y carga eléctrica. Además, en los estudios de Gilbert se puede encontrar la diferenciación de los fenómenos eléctricos y magnéticos.
El descubrimiento de la atracción y repulsión de elementos al conectarlos con materiales eléctricos se atribuye a Stephen Gray. El primero en proponer la existencia de dos tipos de carga es Charles du Fay, aunque fue Benjamin Franklin quien al estudiar estos fenómenos descubrió cómo la electricidad de los cuerpos, después de ser frotados, se distribuía en ciertos lugares donde había más atracción; por eso los denominó (+) y (–).
Sin embargo, fue solo hacia mediados del siglo XIX cuando estas observaciones fueron planteadas formalmente, gracias a los experimentos sobre la electrólisis que realizó Michael Faraday, hacia 1833, y que le permitieron descubrir la relación entre la electricidad y la materia; acompañado de la completa descripción de los fenómenos electromagnéticos por James Clerk Maxwell.
Posteriormente, los trabajos de Joseph John Thomson al descubrir el electrón y de Robert Millikan al medir su carga, fueron de gran ayuda para conocer la naturaleza discreta de la carga.

## Naturaleza de la carga
La carga eléctrica es una propiedad intrínseca de la materia que se presenta en dos tipos. Estas llevan ahora el nombre con las que Benjamin Franklin las denominó: cargas positivas y negativas. Cuando cargas del mismo tipo se encuentran se repelen y cuando son diferentes se atraen. Con el advenimiento de la teoría cuántica relativista, se pudo demostrar formalmente que las partículas, además de presentar carga eléctrica (sea nula o no), presentan un momento magnético intrínseco, denominado espín, que surge como consecuencia de aplicar la teoría de la relatividad especial a la mecánica cuántica.

### Carga eléctrica elemental
Las investigaciones actuales de la física apuntan a que la carga eléctrica es una propiedad cuantizada. La unidad más elemental de carga se encontró que es la carga que tiene el electrón y es conocida como carga elemental, carga a la que en la 26.ª Conferencia General de Pesas y Medidas se le ha asignado el valor exacto de 1.602 176 634 × 10-19 C. El valor de la carga eléctrica de un cuerpo, representada como q o Q, se mide según el número de electrones que posea en exceso o en defecto.
Esta propiedad se conoce como cuantización de la carga y el valor fundamental corresponde al valor de carga eléctrica que posee el electrón y al cual se lo representa como e. Cualquier carga q que exista físicamente, puede escribirse como {\displaystyle \ N\times e} siendo N un número entero, positivo o negativo. 
Por convención se representa a la carga del electrón como –e, para el protón +e y para el neutrón, 0. La física de partículas postula que la carga de los quarks, partículas que componen a protones y neutrones toman valores fraccionarios de esta carga elemental. Sin embargo, nunca se han observado quarks libres, y el valor de su carga en conjunto, en el caso del protón suma +e y en el neutrón suma 0.
Aunque no tenemos una explicación suficientemente completa de por qué la carga es una magnitud cuantizada, que solo puede aparecer en múltiplos de la carga elemental, se han propuestos diversas ideas:
- Paul Dirac mostró que si existe un monopolo magnético, la carga eléctrica debe estar cuantizada.
- En el contexto de la teoría de Kaluza-Klein, Oskar Klein encontró que si se interpretaba el campo electromagnético como un efecto secundario de la curvatura de un espacio tiempo de topología {\displaystyle {\mathcal {M}}\times S^{1}}, entonces la compacidad de {\displaystyle S^{1}\,} comportaría que el momento lineal según la quinta dimensión estaría cuantizado y de ahí se deducía la cuantización de la carga.

Un culombio corresponde a la carga de 6.241 509 074 × 1018 electrones.
Las primeras determinaciones de la carga del electrón se llevaron a cabo entre 1910 y 1917 por Robert Andrews Millikan.

{\displaystyle e={\frac {1\ \mathrm {C} }{6.241509074\times 10^{18}}}=1.602176634\times 10^{-19}\ \mathrm {C} }

Como el culombio puede no ser manejable en algunas aplicaciones, por ser demasiado grande, se utilizan también sus submúltiplos:
1 miliculombio = {\displaystyle {\frac {1\ \mathrm {C} }{1\,000}}=1\ \mathrm {mC} }
1 microculombio = {\displaystyle {\frac {1\ \mathrm {C} }{1\,000\,000}}=1\ \mu \mathrm {C} }
A veces se usa también el sistema CGS cuya unidad de carga eléctrica es el Franklin (Fr). El valor de la carga elemental es entonces de aproximadamente 4.803 × 10–10 Fr.

## Propiedades de las cargas

### Principio de conservación de la carga
En concordancia con los resultados experimentales, el principio de conservación de la carga establece que no hay destrucción ni creación neta de carga eléctrica, y afirma que en todo proceso electromagnético la carga total de un sistema aislado se conserva.
En un proceso de electrización, el número total de protones y electrones no se altera, solo existe una separación de las cargas eléctricas. Por tanto, no hay destrucción ni creación de carga eléctrica, es decir, la carga total se conserva. Pueden aparecer cargas eléctricas donde antes no había, pero siempre lo harán de modo que la carga total del sistema permanezca constante. Además esta conservación es local, ocurre en cualquier región del espacio por pequeña que sea.
Al igual que las otras leyes de conservación, la conservación de la carga eléctrica está asociada a una simetría del lagrangiano, llamada en física cuántica invariancia gauge. Así por el teorema de Noether a cada simetría del lagrangiano asociada a un grupo uniparamétrico de transformaciones que dejan el lagrangiano invariante le corresponde una magnitud conservada. La conservación de la carga implica, al igual que la conservación de la masa, que en cada punto del espacio se satisface una ecuación de continuidad que relaciona la derivada de la densidad de carga eléctrica con la divergencia del vector densidad de corriente eléctrica, dicha ecuación expresa que el cambio neto en la densidad de carga {\displaystyle \rho } dentro de un volumen prefijado {\displaystyle V} es igual a la integral de la densidad de corriente eléctrica {\displaystyle J} sobre la superficie {\displaystyle S} que encierra el volumen, que a su vez es igual a la intensidad de corriente eléctrica {\displaystyle I}:

{\displaystyle -{\frac {\partial }{\partial t}}\int _{V}\rho \,dV=\int _{S}\mathbf {J} \cdot \mathbf {dS} =I=-{\frac {\partial Q}{\partial t}}}

### Invariante relativista
Otra propiedad de la carga eléctrica es que es un invariante relativista. Eso quiere decir que todos los observadores, sin importar su estado de movimiento y su velocidad, podrán siempre medir la misma cantidad de carga. Así, a diferencia del espacio, el tiempo, la energía o el momento lineal, cuando un cuerpo o partícula se mueve a velocidades comparables con la velocidad de la luz, el valor de su carga no variará.

## Densidad de carga eléctrica
Se llama densidad de carga eléctrica a la cantidad de carga eléctrica por unidad de longitud, área o volumen que se encuentra sobre una línea, una superficie o una región del espacio, respectivamente. Por lo tanto se distingue en estos tres tipos de densidad de carga. Se representaría con las letras griegas lambda (λ), para densidad de carga lineal, sigma (σ), para densidad de carga superficial y ro (ρ), para densidad de carga volumétrica.
Puede haber densidades de carga tanto positivas como negativas. No se debe confundir con la densidad de portadores de carga.
A pesar de que las cargas eléctricas son cuantizadas con q y, por ende, múltiplos de una carga elemental, en ocasiones las cargas eléctricas en un cuerpo están tan cercanas entre sí, que se puede suponer que están distribuidas de manera uniforme por el cuerpo del cual forman parte. La característica principal de estos cuerpos es que se los puede estudiar como si fueran continuos, lo que hace más fácil, sin perder generalidad, su tratamiento. Se distinguen tres tipos de densidad de carga eléctrica: lineal, superficial y volumétrica.

### Densidad de carga lineal
Se usa en cuerpos lineales como, por ejemplo, hilos.

{\displaystyle \lambda ={\frac {Q}{L}}}

Donde {\displaystyle Q} es la carga encerrada en el cuerpo y {\displaystyle L} es la longitud. En el Sistema Internacional de Unidades (SI) se mide en C/m (culombios por metro).

### Densidad de carga superficial
Se emplea para superficies como, por ejemplo, una plancha metálica delgada como el papel de aluminio.

{\displaystyle \sigma ={\frac {Q}{S}}}

Donde {\displaystyle Q} es la carga encerrada en el cuerpo y {\displaystyle S} es la superficie. En el SI se mide en C/m2 (culombios por metro cuadrado).

### Densidad de carga volumétrica
Se emplea para cuerpos que tienen volumen.

{\displaystyle \rho ={\frac {Q}{V}}}

Donde {\displaystyle Q} es la carga encerrada en el cuerpo y {\displaystyle V} el volumen. En el SI se mide en C/m3 (culombios por metro cúbico).

## Formas para cambiar la carga eléctrica de los cuerpos
Se denomina electrización al efecto de ganar o perder cargas eléctricas, normalmente electrones, producido por un cuerpo eléctricamente neutro. Los tipos de electrificación son los siguientes:
1. Electrización por contacto: Cuando ponemos un cuerpo cargado en contacto con un conductor se puede dar una transferencia de carga de un cuerpo al otro y así el conductor queda cargado, positivamente si «cedió electrones» o negativamente si los «ganó».
2. Electrización por fricción: Cuando frotamos un aislante con cierto tipo de materiales, algunos electrones son transferidos del aislante al otro material o viceversa, de modo que cuando se separan ambos cuerpos quedan con cargas opuestas.
3. Carga por inducción: Si acercamos un cuerpo cargado negativamente a un conductor aislado, la fuerza de repulsión entre el cuerpo cargado y los electrones de valencia en la superficie del conductor hace que estos se desplacen a la parte más alejada del conductor al cuerpo cargado, quedando la región más cercana con una carga positiva, lo que se nota al haber una atracción entre el cuerpo cargado y esta parte del conductor. Sin embargo, la carga neta del conductor sigue siendo cero (neutro).
4. Carga por el efecto fotoeléctrico: Sucede cuando se liberan electrones en la superficie de un conductor al ser irradiado por luz u otra radiación electromagnética.
5. Carga por electrólisis: Descomposición química de una sustancia, producida por el paso de una corriente eléctrica continua.
6. Carga por efecto termoeléctrico: Significa producir electricidad por la acción del calor.